# Євдокія Каді
Євдокія Каді (грец. Ευδοκία Καδή; нар. 1981, Нікосія, Кіпр) — кіпріотська співачка.

## Біографія
Євдокія Каді народилася 1981 року в місті Нікосія, Кіпр. Свою пісенну кар'єру вона почала 2001 року в Кіпрському університеті. Євдокія брала участь у багатьох концертах у Кіпрі та за кордоном. Вона є членом оркестру CyBC.
Її було обрано представляти Кіпр на конкурсі Євробачення 2008 піснею «Femme Fatale». Євдокія не вийшла із другого півфіналу конкурсу, який відбувся 22 травня 2008 року.
У серпні 2008 року вона виступала у Греції. Того ж року вийшов сингл «Femme Fatale».